# Astragalus gillii
Astragalus gillii är en ärtväxtart som beskrevs av Sirj. Astragalus gillii ingår i släktet vedlar, och familjen ärtväxter. Inga underarter finns listade i Catalogue of Life.